# Leonard Howell
Leonard Howell (May Crawle River, 16 giugno 1898 – Kingston, 25 febbraio 1981) è stato un predicatore giamaicano.

## Biografia
È stato uno dei tre predicatori "etiopisti", assieme a H. Archibald Dunkley e Joseph Nathaniel Hibbert, che viaggiando per il mondo conobbe il Rastafarianesimo (o Rastafari), stile di vita che si propone come prosecuzione storica del Cristianesimo Ortodosso Etiope e ritiene che il monarca Ras Tafari Maconnèn Haile Selassie sia Gesù Cristo nella sua seconda venuta profetizzata dall'Apocalisse di Giovanni. Accortosi della Profezia di Marcus Garvey, indicò Selassie come il Cristo Re e scrisse il libro The Promised Key (La Chiave della Promessa).
Dopo di lui, altri profeti di fede rastafariana, come L. C. Mantle, riconobbero questa profezia, individuando nel Fascismo l'avverarsi della profezia che vede Gesù risorto attaccato dalle nazioni e, più precisamente, l'offensiva dell'impero romano risorto.
In seguito alle sue dichiarazioni fortemente anti colonialiste venne arrestato, processato per sedizione e condannato a due anni di reclusione. Dopo di lui altri rastafariani subirono la stessa sorte per motivi uguali o simili.
Negli anni seguenti entrò in conflitto con tutte le maggiori autorità giamaicane: i cartelli della droga, le Chiese, la polizia e le autorità coloniali; personaggio scomodo per il potere, conosce l'esperienza del manicomio e scompare dalla scena.
Howell è considerato colui che fece diffondere il rastafarianesimo in Giamaica, e ha sempre predicato la pace e l'uguaglianza.